# 曾米站
曾米站（：／ Jeungmi yeok */?）是首爾地鐵9號線沿線的一座地下車站，位於韓國首爾特別市江西區登村洞。

## 車站結構
站體為2面2線側式月台的地下車站，候車月台設有月台幕門，並有4處出口。

### 月台配置
| 加陽 ↑ |
| \| 上  |
| ↓ 登村 |

| 月台 | 路線           | 目的地                                                           |
| ---- | -------------- | ---------------------------------------------------------------- |
| 上行 | ●首爾地鐵9號線 | 加陽、金浦機場、開花方向                                         |
| 下行 | ●首爾地鐵9號線 | 鷺梁津、新論峴、綜合運動場、石村、奧林匹克公園、中央報勳醫院方向 |

## 歷史
- 2009年7月24日：落成啟用。

## 車站周邊
- 首爾江西消防署
- E-mart加陽店
- 樂天Hi-Mart（朝鲜语：롯데하이마트）加陽店
- 江西區廳加陽行政中心
- 世賢高校

## 圖片

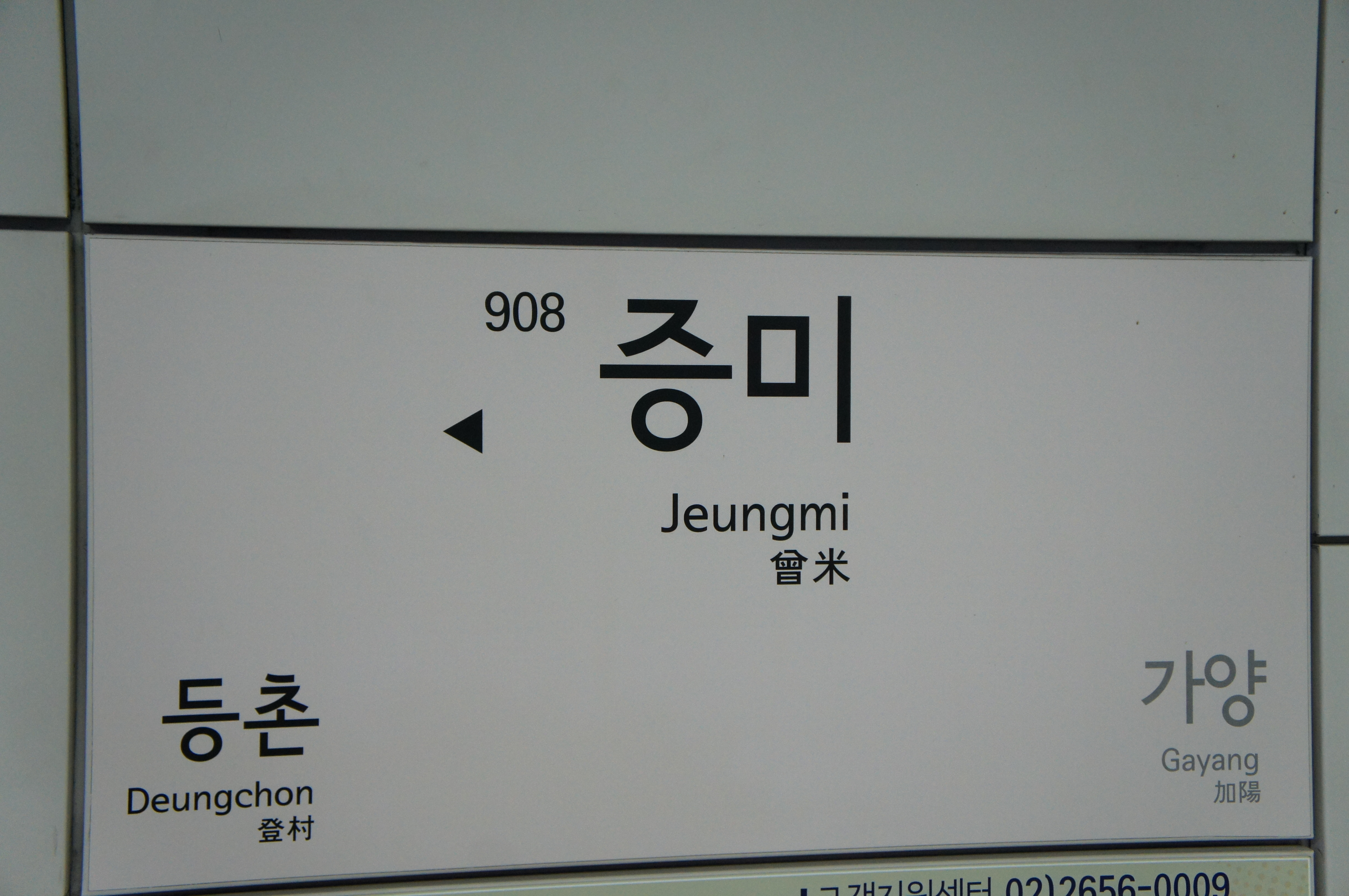
站名牌
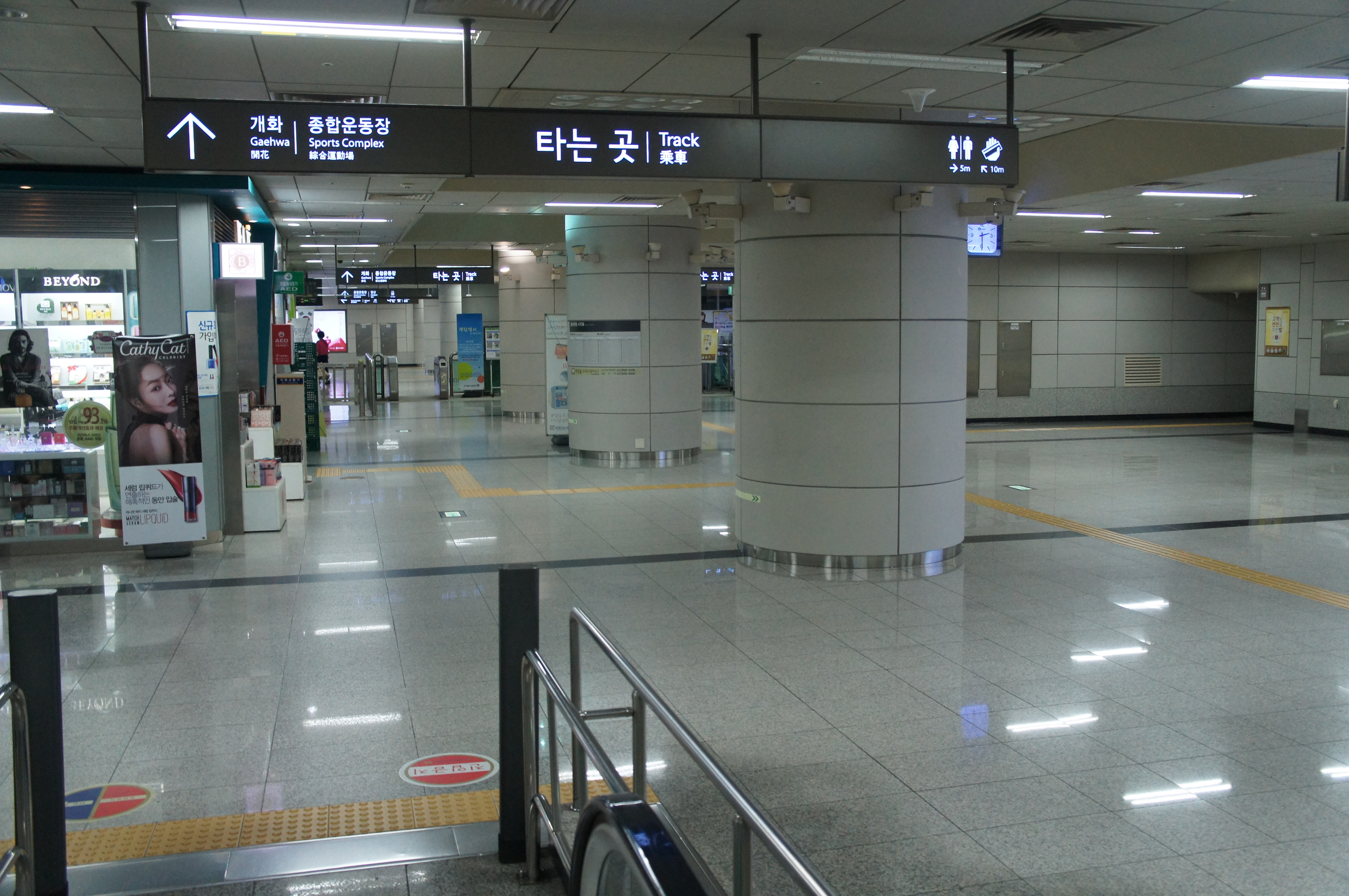
車站大廳
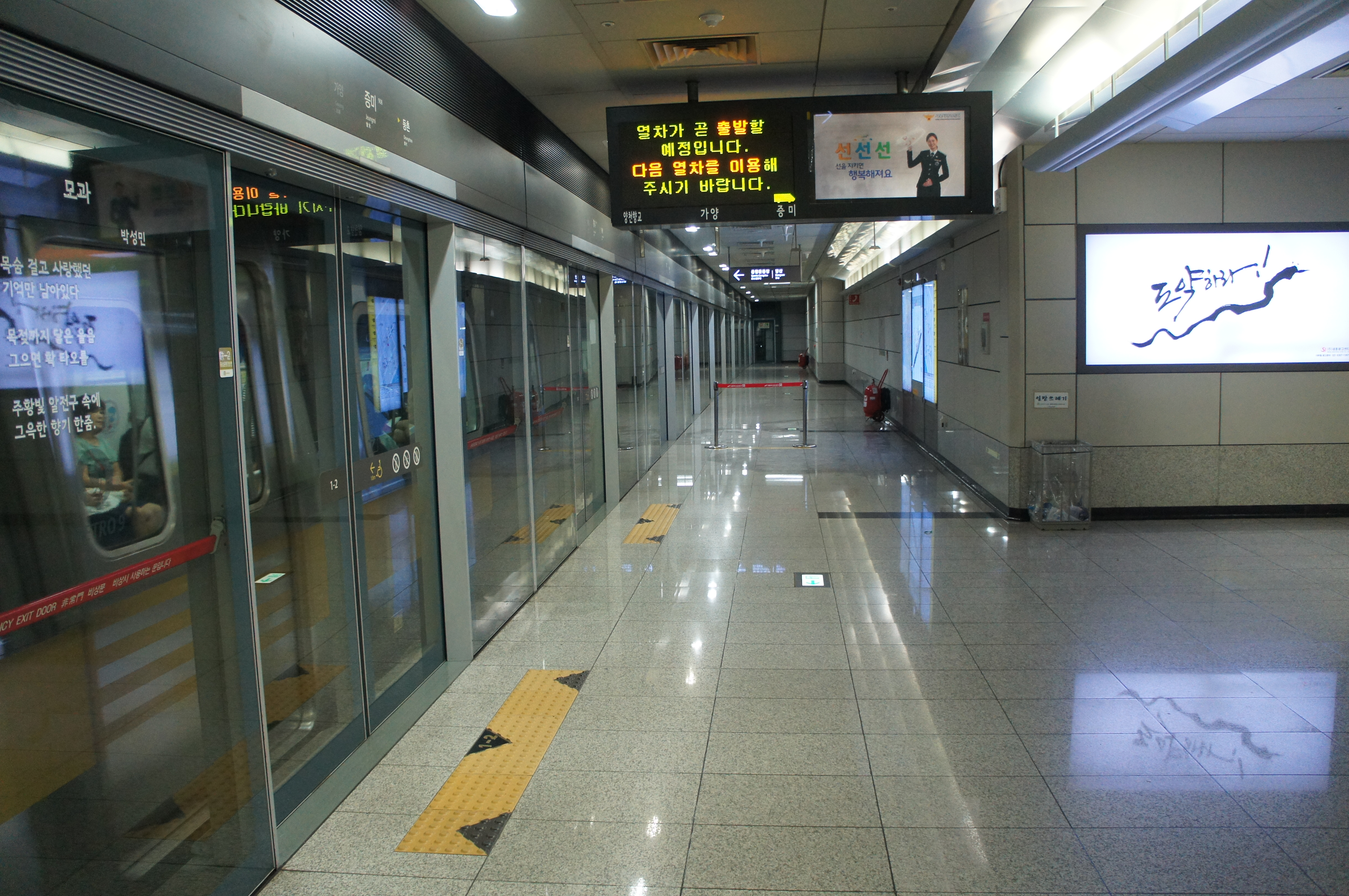
候車月台
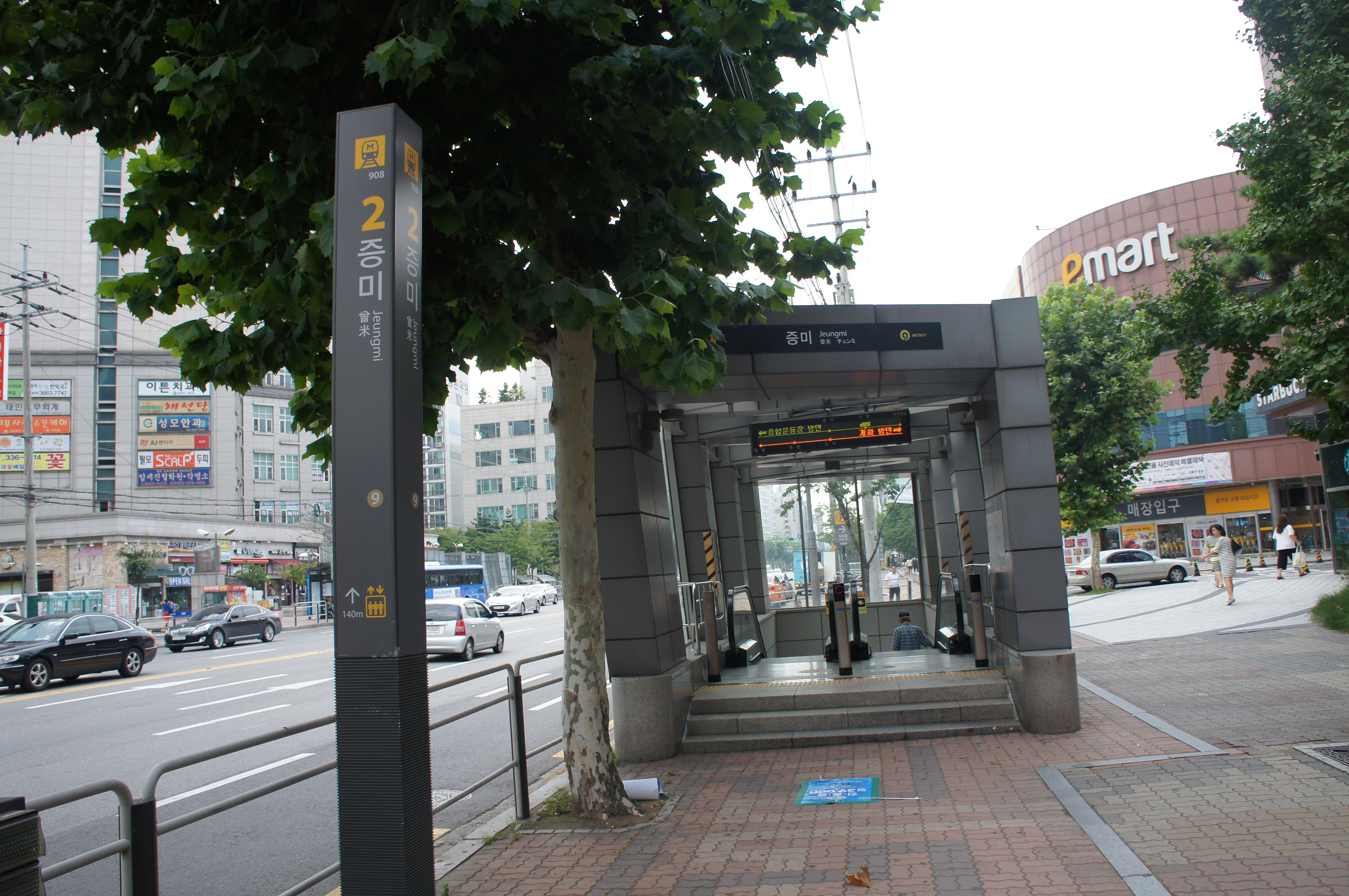
2號出口
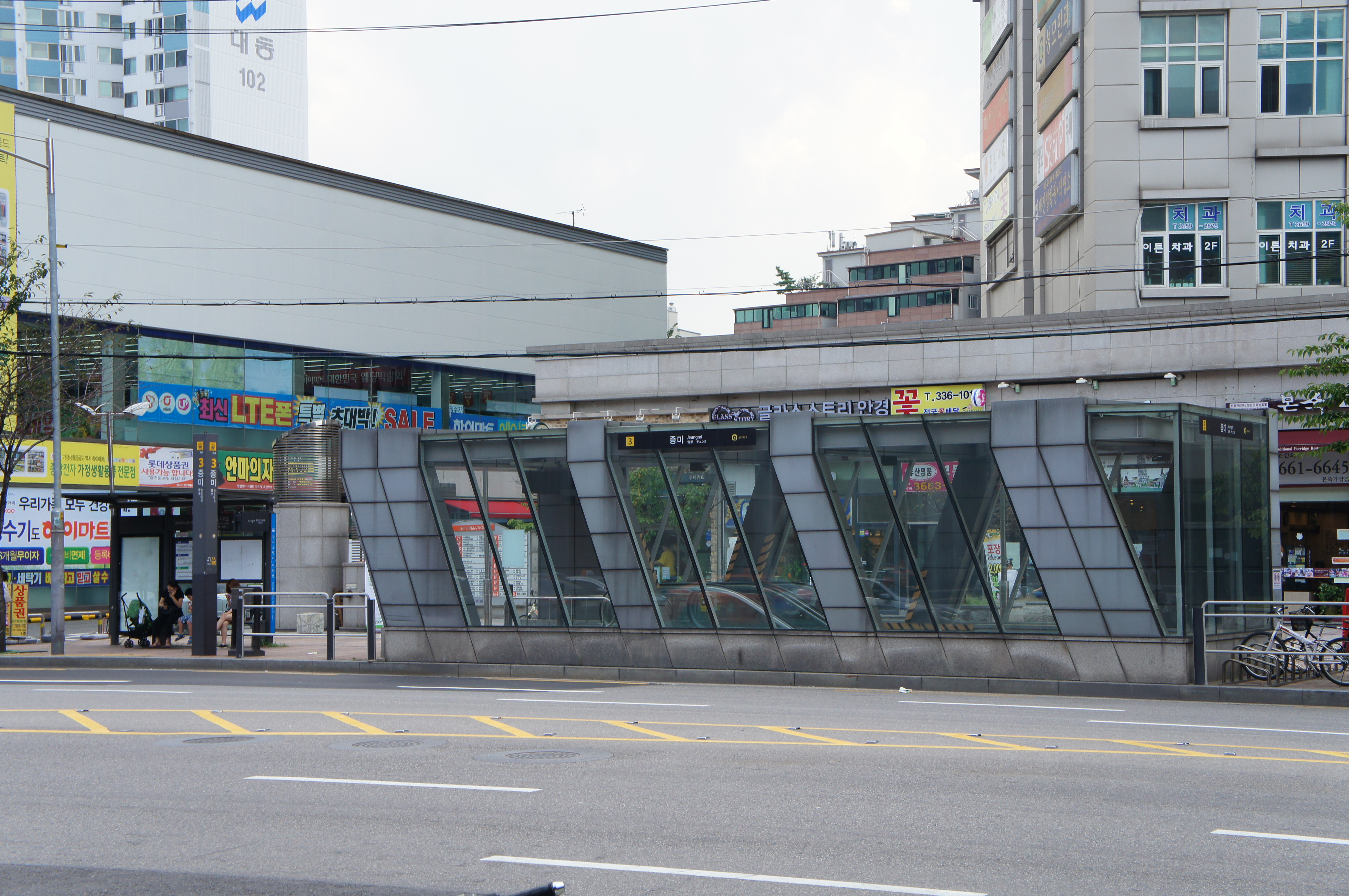
3號出口

## 相鄰車站
首爾市地鐵9號線
●首爾地鐵9號線
一般
加陽（907）－曾米（908）－登村（909）